# Roma Creek (Texas)
Roma Creek es un lugar designado por el censo ubicado en el condado de Starr en el estado estadounidense de Texas. En el Censo de 2010 tenía una población de 350 habitantes y una densidad poblacional de 746,61 personas por km².

## Geografía
Roma Creek se encuentra ubicado en las coordenadas 26°25′9″N 99°1′7″O / 26.41917, -99.01861. Según la Oficina del Censo de los Estados Unidos, Roma Creek tiene una superficie total de 0.47 km², de la cual 0.47 km² corresponden a tierra firme y (0%) 0 km² es agua.

## Demografía
Según el censo de 2010, había 350 personas residiendo en Roma Creek. La densidad de población era de 746,61 hab./km². De los 350 habitantes, Roma Creek estaba compuesto por el 100% blancos, el 0% eran afroamericanos, el 0% eran amerindios, el 0% eran asiáticos, el 0% eran isleños del Pacífico, el 0% eran de otras razas y el 0% pertenecían a dos o más razas. Del total de la población el 99.71% eran hispanos o latinos de cualquier raza.